# Soerba
I Soerba sono stati un gruppo musicale pop rock formato da Luca Urbani e Gabriele D'Àmora.

## Storia del gruppo
Urbani e D'Àmora si conoscono nel 1992, quando iniziano a suonare nei Retroscena, gruppo sorto l'anno precedente, con Pietro Fiamingo, Lorenzo Caperchi e Riccardo Tropea. I Retroscena si sciolgono nel 1995, ma già nel 1994 Luca e Gabriele avevano dato vita ad un nuovo progetto: i Soerba.
Nel 1996 il gruppo, ormai consolidato e dopo aver registrato già più di venti brani – alcuni dei quali andranno a far parte del successivo album – apre un concerto dei Bluvertigo; è il 30 agosto alla festa dell'Unità a Crema ed in quell'occasione con i due Soerba suonano Stefano Floriello e Lele Battista (cantante dei La Sintesi).
Nel 1998 arriva il contratto con la Polygram e nello stesso anno esce sotto etichetta Mercury il loro primo album: Playback. Successivamente parte il tour che tocca trenta città in Italia che vede oltre ai due Soerba (voce/sintetizzatore) Pedro Fiamingo alla chitarra e Stefano Floriello alla batteria e alle percussioni elettroniche. Nell'autunno dello stesso anno partecipano a Sanremo famosi con I Am Happy (primo singolo dell'album) e concorrono alla Festa del Disco, vincendo nella sezione ‘Giovani’ con il brano Fuori Di Testa (secondo singolo).
Nel 1999 Luca compone il brano L'immagine, per l'album Exit di Alice. A febbraio i Soerba concorrono al 49º Festival di Sanremo nella sezione Giovani con la canzone Noi non ci capiamo (terzo singolo di Playback a cui segue anche un videoclip). Dopo l'uscita dell'ultimo singolo Il tipo ideale (non in commercio), e terminata la tournée nel settembre 2000, il lavoro del gruppo continua con la composizione dei brani del secondo album.
Chiuso il rapporto con la Universal (che nel frattempo ha acquisito l'intero catalogo Polygram) e firmato un nuovo contratto con l'etichetta Mescal, da aprile Luca e Gabriele iniziano il lavoro in studio di registrazione e parallelamente Luca si dedica a Zerouno, progetto musicale con la partecipazione di diversi cantanti fra cui anche Alice, Mao, Morgan e Andy dei Bluvertigo, nato in collaborazione con Pedro Fiamingo e Simone Cattaneo. Qualche mese prima, sempre Luca Urbani con Marco Castoldi firma il pezzo L'Assenzio, presentato a Sanremo 2001.
Le registrazioni di La vittoria dei cattivi (questo il titolo del nuovo album del gruppo) vedono la partecipazione di diversi musicisti fra i quali, Stefano Floriello e Ivan Ciccarelli alla batteria, Pedro Fiamingo alle chitarre e, sempre alle chitarre, Lele Battista e Giorgio Mastrocola dei La Sintesi, Morgan co-arrangiatore insieme ai Soerba di un brano e TechnoTeo coproduttore insieme a Gabriele D'Amora di tre dei quindici brani del disco. Il primo singolo, Don't Think, Love, estratto dal nuovo album, viene distribuito nei primi giorni di giugno: l'album esce, come il singolo in vendita, il 15 giugno.
Dopo la realizzazione ‘only for radio’ del singolo Balla, l'11 novembre è stato distribuito anche alla vendita il nuovo estratto Chi fa da sé, singolo contenente anche tre inediti. Nel frattempo, da Milano, è partito il nuovo La vittoria dei cattivi tour, spettacolo live che attraversa tutta Italia per parecchi mesi.
L'anno successivo (2002) i Soerba si richiudono in studio per lavorare alla raccolta di b-side dal titolo 1996 Beside 2002. L'album preceduto dal singolo Un po' d'aria esce il 15 novembre del 2002. Dopo alcune settimane, Luca Urbani comunica a Gabriele D'Amora l'intenzione di sciogliere il gruppo. In realtà, i Soerba entrano in una fase di "ibernazione" da cui rischieranno di uscire nemmeno un anno dopo (ma la rentrée salterà per gli impegni di D'Amora, determinato a concludere l'allestimento del proprio studio di registrazione) e in occasione del cd-tributo a Garbo, Congarbo, dove partecipano con la reinterpretazione Dance citadine.
Da questo momento si intensifica la produzione musicale di Luca Urbani, che investirà vari progetti: Deleyva, Zerouno, Locale Tecnologico e numerosissime collaborazioni esterne.
Nel 2010, dopo oltre sei anni dallo scioglimento della band, esce una raccolta di inediti: "Sviluppi urbanistici- demo 1995/2000".
Sempre nel 2010, nel mese di luglio viene dato alle stampe il libro scritto da Stefano Duchi "Chi ha detto Soerba?" che ripercorre l'intera storia dei due musicisti, dalla nascita sino alle ultime pubblicazioni (soliste e non).

## Discografia

### Album
- 1998 – Playback (Polygram)
- 1999 – Playback blu (Universal)
- 2001 – La vittoria dei cattivi (Mescal/Sony)
- 2002 – 1996 Beside 2002 (Mescal/Sony)
- 2010 – Sviluppi urbanistici- demo 1995/2000 (Discipline)[2]

### Singoli
- 1998 – I Am Happy (Polygram)
- 1998 – Fuori di testa (Polygram)
- 1999 – Noi non ci capiamo (Universal)
- 1999 – Il tipo ideale (Universal, promo)
- 2001 – Don't Think, Love (Mescal/Sony)
- 2001 – Balla (Mescal/Sony, promo)
- 2001 – Chi fa da sé (Mescal/Sony)
- 2002 – Mangiare sano (Mescal/Sony)
- 2002 – Un po' d'aria (Mescal/Sony, promo)
- 2003 – Stelle (Mescal/Sony, promo)

### Tributi
- 2006 – ConGarbo (photographic/venus)